# Maur
Maur est une commune suisse du canton de Zurich, située dans le district d'Uster. Elle s'étend de la rive du lac de Greifen à la crête de la chaîne du Pfannenstiel.

## Histoire

Photo aérienne prise à 200 m par Walter Mittelholzer (1931).

## Monuments
- Le Château.

## Économie
Dans le studio Powerplay, presque tous les grands musiciens suisses et de nombreux groupes internationaux ont produit et enregistré leurs albums à succès, notamment les Bee Gees, Europe (dont la chanson The Final Countdown), Lady Gaga, Lenny Kravitz, Prince, Snoop Dogg, Udo Jürgens et Wu-Tang Clan.
Pendant longtemps, le village a été coupé des grands axes de circulation. Sans chemin de fer et sans cours d'eau, aucune industrie ne pourrait prendre pied dans la municipalité. Aujourd'hui encore, l'agriculture est un employeur important, de même que quelques petites entreprises de services et d'artisanat. Les quatre cinquièmes de la population active gagnent leur vie en dehors de la municipalité, principalement dans la ville de Zurich et les villes environnantes. Le nombre de navetteurs qui vivent à Maur et travaillent dans une autre municipalité est deux fois plus élevé que le nombre total de personnes travaillant à Maur.